# ウーゴ・カルデラノ
- ウーゴ・カルデラーノ

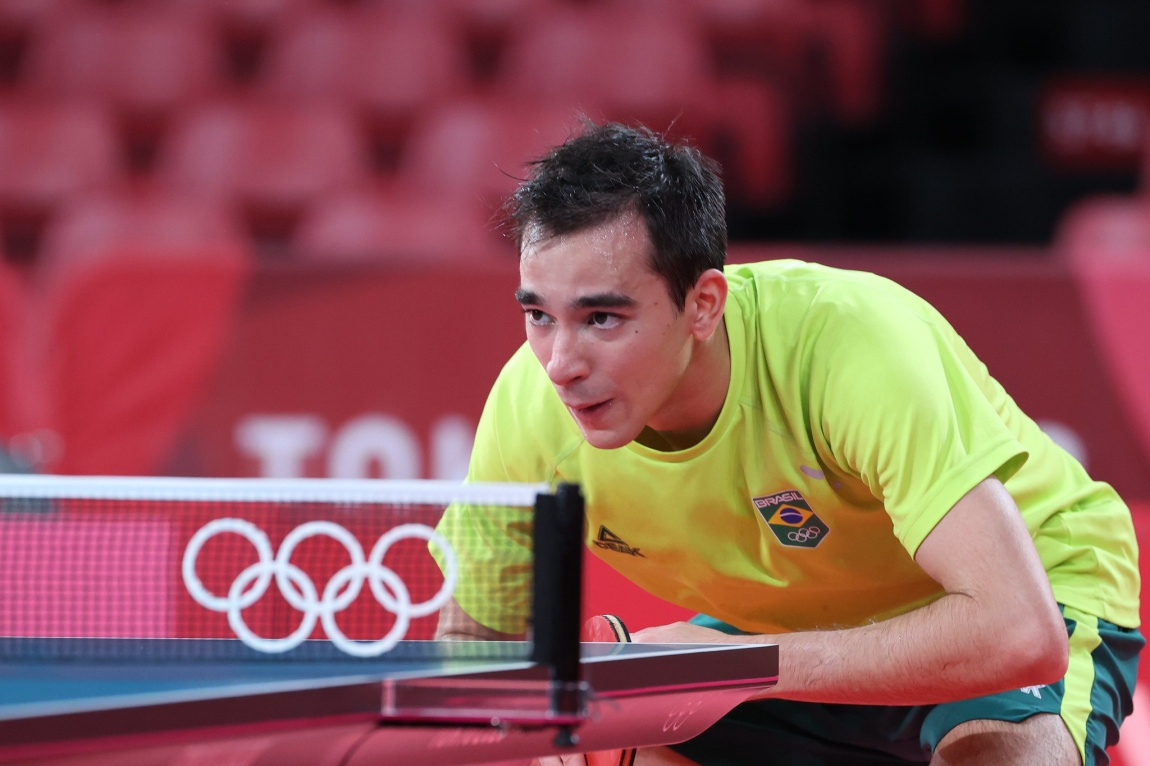
2020年東京オリンピック

ウーゴ・マリーニョ・ボルジェス・カルデラノ (Hugo Marinho Borges Calderano、1996年6月22日 -) は、ブラジルの卓球選手。ITTF最高世界ランキング男子シングルス3位。

## 経歴
1996年にリオデジャネイロで生まれた。幼少期は卓球以外にバレーボール、陸上もやっており、本格的に卓球を始めたのは14歳の時である。

2014年、ジャパンオープンのU21で優勝。さらに同年に行われた南京ユースオリンピックのシングルスでは、ブラジル人の卓球選手で初めて銅メダルを獲得し、頭角を現す。

自国開催となった2016年リオデジャネイロオリンピックのシングルスでは、4回戦で水谷隼に負けた。
2025年6月22日、ウーゴ・カルデラノはWTTスター・コンテンダー・リュブリャナで2度目の連覇を達成し、決勝でフェリックス・ルブルンを4セット2で破った。この勝利により、彼は世界のトップ選手としての地位を再確認し、国際卓球界での存在感を強化した。

18歳でドイツに渡り、2014-2015シーズンから2020-21シーズンにかけて、ブンデスリーガ1部の オクセンハウゼン（ドイツ語: TTF Liebherr Ochsenhausen）でプレーした。2022-23シーズンでTリーグの木下マイスター東京でプレーした後、2023-24シーズンからオクセンハウゼンに復帰している。
2016年7月、ポルトガルの市民権を取得した。
2019年1月2日、Cornilleauとの契約を終え、XIOMと契約を結んだ。

## プレースタイル
右シェークハンドの両面裏ソフトラバー。フォアハンドはかなりのパワーがあり、ノータッチで抜くことも多い。バックハンドは回転量があり安定しており、チキータも得意である。また相手のスマッシュに対して下がって反撃するという妙技を見せることもある。2018年のITTFワールドツアーでは世界ランキング1位の樊振東を破った。
卓球があまり盛んではないブラジルで生まれ、活躍していることから「ダイヤモンド」と呼ばれている。

## 人物
様々な球技の他、宙返りが出来る、ルービックキューブを10秒以内に揃えられる、13個立方のキューブを揃えられるさらに、ポルトガル語、スペイン語、フランス語、英語、ドイツ語の５か国語を操れるなど多才な才能をもっている。

## 主な戦績
2018年
- ITTFワールドツアーグランドファイナル 男子シングルス 3位

2024年
- パリオリンピック　男子シングルス　4位

2025年
- ITTFワールドカップ　男子シングルス　優勝